# Seo Hye-rin
Seo Hye-rin (hangul: 서혜린; hanja: 徐慧潾; rr: Seo Hye-lin; MR: Sŏ Hye-lin; nascida em 23 de agosto de 1993), mais frequentemente creditada apenas como Hyelin ou Hyerin (hangul: 혜린), é uma cantora sul-coreana. Ficou mais popularmente conhecida por ser integrante do grupo feminino EXID.

## Carreira
Em 2011, ela participou do Superstar K3 da Mnet, fazendo-o através das audições para 'SuperWeek'.
Em abril de 2012, a AB Entertainment anunciou que os três membros originais Yuji, Dami e Haeryung deixariam o EXID. Hyerin juntou-se ao grupo com Solji.
Em Abril de 2019, Hyelin começou seu próprio canal no YouTube, ‘Jeul-Lin TV’, abreviação de  ‘Joy Full-Lin TV’.
No dia 15 de janeiro de 2020, Hyelin terminou seu contrato com a Banana Culture e deixou a agência.
No dia 6 de maio de 2020, Hyelin assinou um contrato exclusivo com a  SidusHQ.

## Discografia

### Singles
| Ano  | Título  | Artista(s)                                           | Notas                           |
| ---- | ------- | ---------------------------------------------------- | ------------------------------- |
| 2016 | "1990s" | Park Joon-hyung, Lee Ji-hye, Jang Soo Won and Hyelin | The Event King of the Month OST |

## Filmografia

### Participações em programas de variedades
| Ano  | Título                      | Network     | Notas                                              |
| ---- | --------------------------- | ----------- | -------------------------------------------------- |
| 2011 | Superstar K3                | Mnet        | Concorrente                                        |
| 2014 | Always Cantare              | tvN         | Elenco                                             |
| 2015 | EXID's Showtime             | MBC every1  | Elenco                                             |
| 2016 | King of Mask Singer         | MBC         | Concorrente como "Cheerleader In Victory" (ep. 63) |
| 2016 | Weekly Idol                 | MBC Every 1 | Convidada, Ep. 254 com membros do EXID             |
| 2017 | Empty the Convenience Store | tvN         | Elenco                                             |
| 2017 | Battle Trip                 | KBS 2       | MC Especial (Episódios 52–53)                      |
| 2021 | Celebeauty Season 3         | KBS Joy     | MC                                                 |